# Firebird (film)
Pour les articles homonymes, voir Firebird.
Pour plus de détails, voir Fiche technique et Distribution.
Firebird (litt. « Oiseau de feu ») est un film britannico-estonien réalisé par Peeter Rebane, sorti en 2021. Il s'agit du premier long métrage du réalisateur et de l'adaptation des mémoires The Story of Roman de Sergey Fetisov, racontant l'amour impossible entre le soldat et le pilote de chasse en Estonie occupée par l'Union soviétique en pleine guerre froide dans les années 1970.
Il est sélectionné et présenté, le 17 mars 2021, au Festival du film gay et lesbien de Londres.

## Synopsis
Dans les années 1970, en pleine guerre froide, Sergey Serebrennikov, jeune soldat troublé de l'armée de l'air soviétique, rencontre Roman Matvejev, pilote de chasse. Ils se voient régulièrement entre amour et amitié, jusqu'à ce qu'un dangereux triangle amoureux éclate entre eux et Luisa, secrétaire du commandant Zverev de la base. Pour Sergei, il se sent obligé de faire face à son passé étant donné que la carrière de Roman est en danger et Luisa essaie de garder sa famille unie. L'enquête du KGB se poursuit dans leurs pas, et à la peur du régime soviétique qui voit tout.

## Fiche technique
Sauf indication contraire, les informations mentionnées dans cette section peuvent être confirmées par la base de données cinématographiques IMDb,  présente dans la section « Liens externes ».
- Titre original et français : Firebird
- Titre estonien : Tulilind
- Réalisation : Peeter Rebane (en)
- Scénario : Tom Prior et Peeter Rebane, d'après une histoire de Sergey Fetisov
- Musique : Krzysztof A. Janczak
- Décors : Eva-Maria Gramakovski, Kalju Kivi et Frantseska Vakkum
- Costumes : Marjatta Nissinen et Mare Raidma
- Photographie : Mait Mäekivi
- Montage : Tambet Tasuja
- Production : Tom Prior, Peeter Rebane et Brigita Rozenbrika
- Production déléguée : Mauro Durant, Michael Edelstein et Priit Rebane
- Coproduction : Orlan Boston, Christopher Racster, Will Randall-Coath et Dankuro Shinma
- Sociétés de production : The Factory, No Reservations Entertainment, Film Estonia et Firebird Production
- Société de distribution : n/a
- Pays de production :  Estonie /  Royaume-Uni
- Langue originale : anglais
- Format : couleur
- Genre : drame romantique ; guerre
- Durée : 107 minutes
- Dates de sortie :
  - Royaume-Uni : 17 mars 2021 (avant-première au Festival du film gay et lesbien de Londres) ; 22 avril 2022 (sortie nationale)
  - Estonie : 29 octobre 2021
  - France : 26 novembre 2021 (avant-première au Chéries-Chéris) ; 1er décembre 2022 (DVD)[3]
  - Québec : 29 décembre 2022 (Crave)[4]

## Distribution
- Tom Prior : Sergey Serebrennikov
- Oleg Zagorodnii (ru) : Roman Matvejev
- Diana Pozharskaya : Luisa
- Jake Thomas Henderson : Volodja
- Margus Prangel (en) : le commandant Zverev
- Nicholas Woodeson : le colonel Kuznetsov
- Ester Kuntu : Masha
- Kaspar Velberg : le pilote Selenov
- Sergei Lavrentev : le professeur d'art dramatique
- Rasmus Kaljujärv (en) : un pilote
- Lauri Mäesepp : un pilote
- Karl-Andreas Kalmet (en) : un pilote
- Vladimir Nadein : le  jeune conscrit
- Markus Luik : le sergent Janis

## Production

### Genèse et développement
En septembre 2018, on apprend que le réalisateur estonien Peeter Rebane (en) a écrit le scénario avec l'acteur britannique Tom Prior, qui est également l'acteur principal de son film. Habitué aux documentaires, c'est son premier long métrage, et le scénario est inspiré des mémoires The Story of Roman de Sergey Fetisov.

### Tournage

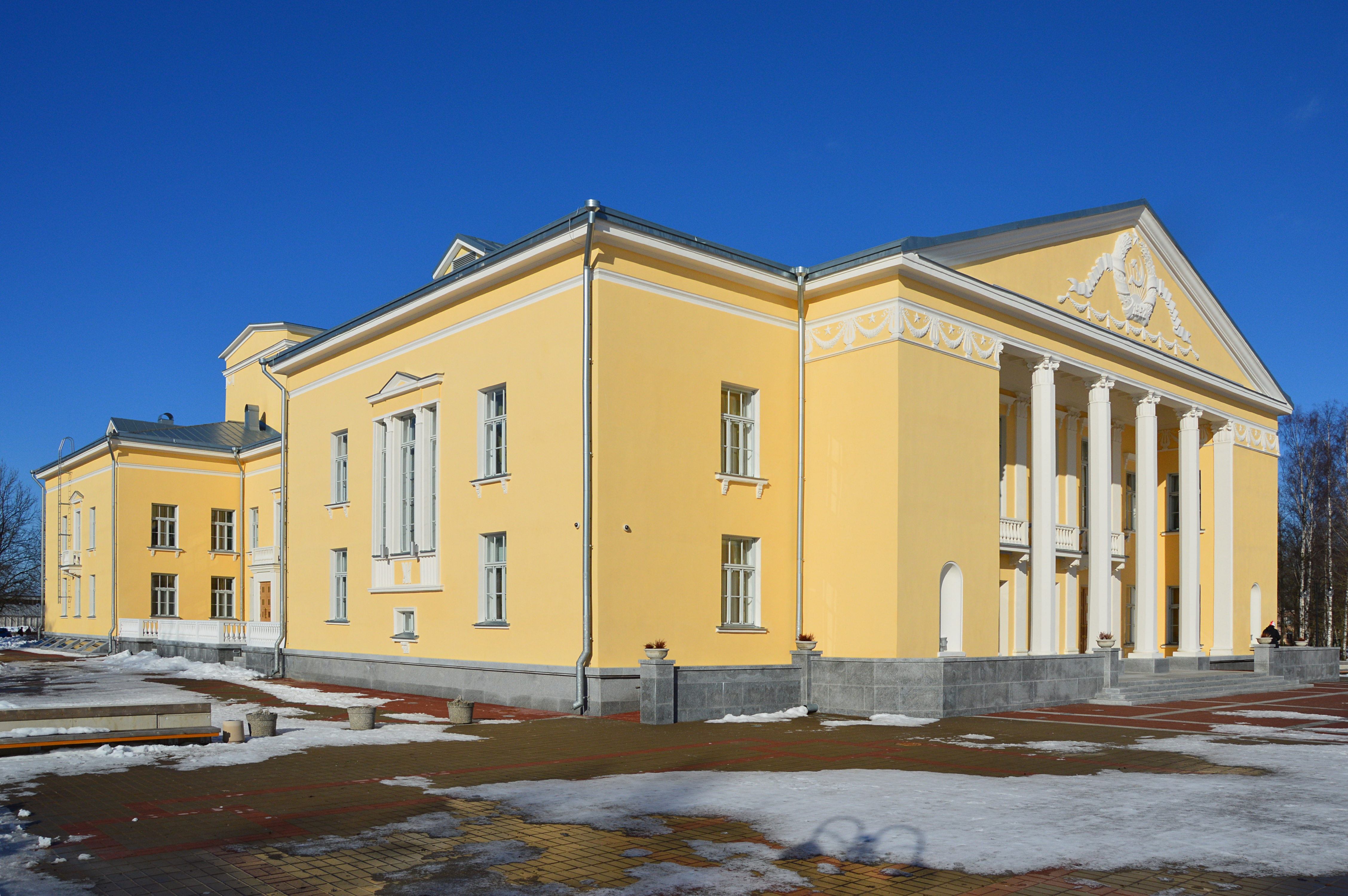
Le centre culturel de Kohtla-Järve.

Le tournage commence le 23 septembre 2018 dans le comté de Viru oriental, dans le Nord-Est de l'Estonie. Les Russes ethniques y constituent la majeure partie de la population locale. Il a également lieu à Tallinn et Pärnu, ainsi qu'à Kohtla-Järve pour le centre culturel et à Malte jusqu'à fin octobre 2018,.

### Musique
La musique du film est composée par Krzysztof A. Janczak :
Liste de pistes
1. Prologue (0:52)
2. Main Title Sequence (1:37)
3. The Flower (0:40)
4. Sergey in the Barracks (0:35)
5. In the Bus (0:35)
6. Dream (0:27)
7. Morning after Sleepover (0:42)
8. Sergant (0:34)
9. Driving to the Theatre (0:34)
10. The Bodyguards (0:50)
11. First Kiss (1:06)
12. Zverev & Old Town (2:55)
13. Olga (0:29)
14. Accident Sequence (3:07)
15. Is he alive? (1:13)
16. Sex Scene (1:50)
17. Break-up (1:03)
18. Leaving the Base & New Life (1:47)
19. Walk with Luisa (0:47)
20. The Karamazov Brothers (1:35)
21. Theatre Corridor & Classroom (1:44)
22. At the Black Sea (0:54)
23. Dima's Monologue (1:57)
24. Confrontation with Volodya (1:11)
25. Luisa is coming (1:03)
26. Christmas Tree (0:41)
27. The Frozen Sea (1:05)
28. Credits - Main Theme (3:44)
29. Credits - Blue Butterfly (1:37)
30. Credits - Prelude (1:40)
31. Old Town (orchestral)} (1:52)
32. Sergey (orchestral) (3:55)
33. Tchaikovsky - Barcarolle (orch. K. A. Janczak) (2:19)
34. Prelude (Piano Version) (3:19)

## Accueil

### Festival
Après l'avoir présenté en avant-première mondiale au Festival du film gay et lesbien de Londres en mars 2021, ce film est également sélectionné dans plusieurs festivals dans le monde, dont Image+Nation le 24 novembre au Québec et Chéries-Chéris le 26 novembre en France.

## Distinctions

### Récompenses
- FilmOut San Diego 2021[12] :
  - Meilleur film
  - Meilleur réalisateur pour Peeter Rebane
  - Meilleur acteur pour Tom Prior
- Out on Film 2021 (en) : prix du public[13]

### Sélection
- Festival du film gay et lesbien de Londres 2021 : mention honorable